# La Habitación Roja
Pour les articles homonymes, voir Roja.
La Habitación Roja est un groupe d'indie pop espagnol, originaire de L'Eliana, dans la Province de Valence.

## Biographie

### Débuts
Le groupe est formé en 1994 par Jorge Martí et José Marco, auquel viendra s'ajouter Pau Roca. La basse est occupée jusqu'en 2001 par Juanjo Espinosa, l'année où Marc Greenwood le remplace, avant l'établissement de la formation définitive du groupe. 
Avec seulement une poignée de concerts locaux et de nombreuses heures de répétition, ils enregistrent en mars 1995 leur première démo, Play Pop Vol.1, dans laquelle ils alternent des chansons en espagnol et en anglais dans la veine de groupes comme les Lemonheads, REM ou Teenage Fanclub,  produite par Salva et Ángel Sanambrosio, à qui plus tard ils dédicaceront une chanson dans l'EP Popanrol (1997). Pour cette démo, ils comptent sur la participation de Pau Roca à la guitare, et Juanjo Espinosa à la basse.
Pau et Juanjo deviennent ensuite membres officiels du groupe. Avec une formation consolidée, ils commencent à donner quelques concerts. À la fin 1995, ils participent au concours Circuit Rock, parrainé par la chaine de radio locale Cadena 100, obtenant le triomphe avec d'autres groupes de la scène valencienne tels que Citizen Lopez et Alternative Scream. En récompense, ils enregistrent un single deux pistes - Celia et Amanecer - publié en 1996.

### La Habitación Roja
En 1997, le groupe publie l'EP Popanrol, qui contient sept morceaux, et tourne en son soutien dans tout le pays. Les sept morceaux avec lesquelles ils quittent le studio d'enregistrement séduisent le label Grabaciones en el Mar, situé à Saragosse.
Après la tournée qu'ils partagent avec le groupe andalou Cecilia Ann, en décembre 1997, ils entrent de nouveau dans les studios Zero pour enregistrer leur premier album, l'éponyme La Habitación Roja, aussi abrégé LHR, une collection de 15 chansons, publiée en 1998. La tournée qui suit les amène à participer en 1998 à des festivals espagnols tels que le Festival International de Benicàssim et le BAM de Barcelone. 

### LargometrajeetRadio
Largometraje, le deuxième album du groupe, est publié en 1999, et comprend le single Crónico. La longue tournée promotionnelle qu'ils initient déjà provoque, assoit définitivement leur popularité de groupe indie pop valencien. Des magazines spécialisés tels que Mondosonoro, des émissions radios telles que Disco Grande ou des médias comme El País de las Tentaciones accueillent positivement leur style, et les placent parmi les groupes à suivre au sein de l'industrie nationale. Ils se lancent dans une nouvelle tournée en soutien à l'album, pour laquelle ils intègrent le claviériste Eduardo Martínez, qui finira par devenir membre officiel du groupe. À la fin de l'été, Juanjo Espinosa quitte sa position de bassiste, et est remplacé par Mark Greenwood.
Ils décident par la suite de quitter le label Grabaciones en el mar et de s'associer à Astro Discos, pour publier conjointement un nouvel album. Sortira donc l'album Radio, en mai 2001. Il comprend des morceaux comme El hombre del espacio interior, Un día perfecto et Bona Nit. Vers juillet 2001, ils publient l'EP gratuit Metropol. Après la tournée, les membres se lancent dans des projets parallèles. Pau forme avec Edu et Natalia, de Nosoträsh, un groupe appelé Electra.
En juin 2004 sort Un mundo perdido, une compilations de faces B et de morceaux inédits.

## Discographie

### Albums studio
- 1995 : Play Pop Vol. 1 (démo)
- 1998 : La Habitación Roja
- 1999 : Largometraje
- 2005 : Nuevos tiempos
- 2007 : Cuando ya no quede nada
- 2010 : Universal
- 2012 : Fue eléctrico
- 2014 : La moneda en el aire
- 2016 : Sagrado corazón

### Singles et EP
- 1997 : Celia/Amanecer (singles)
- 1997 : Popanrol (EP)
- 1999 : Mi habitación (EP)
- 2000 : Crónico
- 2000 : Eurovisión
- 2000 : Ciudad dormitorio
- 2001 : El hombre del espacio interior
- 2001 : Un día perfecto
- 2002 : Metropol
- 2002 : La edad de oro
- 2003 : Cuando te hablen de mi
- 2005 : Para ti Vol.1
- 2006 : El eje del mal
- 2006 : Dirán que todo fue un sueño
- 2007 : Posidonia
- 2009 : Esta no será otra canción de amor
- 2010 : Febrero
- 2011 : Para ti Vol.2